# Sabayon Linux
Sabayon Linux eller SabayonLinux (tidigare känd som RR4 Linux/RR64 Linux) är en Gentoobaserad GNU/Linuxdistribution skapad av Fabio Erculiani.

## Grundidé
I speciellt ett avseende skiljer sig Sabayon Linux från Gentoo. Istället för att installera ett helt system från källkod, använder sig dess installerare av paket som är förkompilerade och ihopbuntade med källkoden. För närvarande stöder Sabayon Linux plattformarna x86 och x86-64.
För pakethantering använder Sabayon Linux Portagesystemet från Gentoo, vilket innebär att alla uppdateringar är synkroniserade med Gentoos portageträd och andra mekanismer. Detta får till följd att en användare av Sabayon Linux kan följa guider och artiklar skrivna för Gentooanvändare. Nybörjare uppmuntras inte att genomföra omvälvande uppdateringar, därför att strukturen är litet annorlunda och kräver en något annorlunda metod. En Sabayon Linuxutvecklare har skrivit en guide för hur man gör globala uppdateringar och efterkompilering av alla paket.
Sabayon har även en egenutvecklad pakethanterare som heter Entropy (med grafiska gränssnittet Sulfur).

## Installering
Trots att distributionen är en Live-DVD (eller i fallet med miniEdition, en Live-CD) kan installering till hårddisken påbörjas så fort systemet har startat helt och hållet. Sabayon Linux använder Anacondainstalleraren. I föregående utgåvor användes Gentooinstalleraren. Installationsprocessen är utformad för att vara enklare än en typisk Gentooinstallation, som kräver mer uttömmande kunskap om operativsystemet (i synnerhet för kompilering av Linuxkärnan). Flera alternativ erbjuds innan man sparkar igång DVD:n, till exempel möjligheterna att starta upp spel direkt efter processen eller surfa anonymt på nätet. En finess inkluderad är ett program vilket spelar upp musik under tiden som datorn startar.

## Finesser
Sabayon Linux inkluderar många dagsaktuella finesser samt programvara. För närvarande finns AIGLX, XGL och Compiz Fusion på installationsskivorna och dessa kan aktiveras via Isolinuxprompten. Drivrutiner för de flesta kända grafikkort tillhandahålls direkt på skivan och hårdvarudetektering fungerar bra för många. Stöd för trådlöst nätverk skall ha förbättrats sedan version 3.3. För dem som vill ha en snabbare installering eller CD istället för DVD så finns miniEdition.
Sabayon Linux är tillgängligt med skrivbordsmiljöerna KDE, GNOME, Xfce, LXDE, Enlightenment och Fluxbox.

## MiniEdition
MiniEditions består av single-CD- och Live-CD-utgåvor av distributionen (de är mindre än 700 MB i storlek, i motsats till de 2–4 GB stora DVD:erna). En "miniEd" introduceras normalt en vecka eller två efter en DVD-utgåva, men det behöver inte stämma för varje enskild version. Sabayon Linuxgänget har dock på senare tid meddelat att prövning i framtiden kommer att vara öppen, så denna tidsram kan förändras. Eftersom de släpps senare än de motsvarande DVD:erna är det troligt att de inkluderar åtgärder av buggar och mindre förbättringar.
Med dessa skivor medföljer inte alla de finesser som går att finna på DVD:erna. När det gäller skrivbordsmiljöer, tillhandahåller de endast KDE och Fluxbox.

## Senaste releaserna
- Sabayon Linux CoreCDX 5.5  2 februari 2011
- Sabayon Linux SpinBase 5.5 2 februari 2011
- Sabayon Linux KDE 5.5 27 januari 2011
- Sabayon Linux Gnome 5.5 27 januari 2011
- Sabayon Linux Xfce 5.5 4 mars 2011
- Sabayon Linux LXDE 5.5 4 mars 2011
- Sabayon Linux E17 5.5 4 mars 2011
- Sabayon Linux ServerBase 5.5 4 mars 2011